# Молостово (Калузька область)
Молостово (рос. Молостово) — присілок в Мещовському районі Калузької області Російської Федерації.
Населення становить 22 особи. Входить до складу муніципального утворення Залізнична станція Кудринська.

## Історія
Від 2004 року входить до складу муніципального утворення Залізнична станція Кудринська.

## Населення
| 2002 | 2010 |
| ---- | ---- |
| 41   | ↘22  |